# Brizard (acteur)
Pour les articles homonymes, voir Brizard.
Jean-Baptiste Britard, dit Brizard, né le 7 avril 1721 à Orléans, paroisse Saint-Victor et mort le 30 janvier 1791 à Paris, est un comédien français.

## Biographie

### Jeunesse
De parents aisés, François Britard et Elisabeth Hulot, résidant dans la paroisse Saint-Victor d'Orléans, Brizard fut orphelin à l’âge de 10 ans. Selon l'encyclopédie universelle de Louis-Gabriel Michaud, il a fait partie de la Garde nationale au grade de capitaine des grenadiers. Il se décida d’abord pour la peinture, et travailla quelques années sous Carle Van Loo, premier peintre du roi, soutenu par Madame de Pompadour ; mais il se livra bientôt à son goût pour le théâtre et, après avoir joué en province avec succès, il vint à Paris remplir les premiers rôles dans le tragique. 
Le 12 septembre 1763 à Paris, il se marie avec Louise Madelaine Pitre Delaroche (?-?) dont l'union verra naitre deux filles, Adelaïde Louise Madelaine (1765-1846) puis Antoinette Thérèse (1777-1844). En 1783, la première épousera Charles Paul Guébert (1759-1847), homme de loi. La seconde épousera en 1795 un certain Denis Beaudeduit (né en 1762 à Orléans), élève d'école normale.

### Le tragédien
Brizard devint un célèbre acteur de la Comédie-Française et ce fut en 1759 qu’il succéda au fameux Sarrasin. Sa figure et sa taille avaient quelque chose de grand et fait pour le théâtre et pour le costume tragique. Sa voix mâle et sonore se prêtait parfaitement à la déclamation. Sa longue chevelure devenue blanche à la suite d'un accident alors qu'il était encore jeune ajoutait à son charme.
Ce fut lui qui couronna Voltaire en plein théâtre ; et ce grand poète en fut si ravi qu’il lui dit : « Monsieur, vous me faites regretter la vie ».
Brizard participa à la première représentation d’Agathocle, avant-dernière pièce de Voltaire, donnée pour l’anniversaire de sa mort en 1779. Irène fut la dernière pièce de Voltaire représentée du vivant de l’auteur. Il avait eu le temps, toutefois, de distribuer les rôles d’Agathocle : « Je crois que Larive et Molé joueront bien les rôles des enfants d’Agathocle, qu’Ydasan convient fort à Monvel, que les cheveux blancs et la voix de Brizard suffiront pour Agathocle, et que le rôle d’Ydace est beaucoup plus dans le caractère de Mme Vestris que celui d’Irène, pourvu qu’elle se défasse de l’énorme multitude de ses gestes » (20 avril 1778).
Voltaire mourut le 30 mai. Mme Denis fit à la Comédie une cession de tous les honoraires qui pourraient être dus pour les représentations de son oncle. C’était bien le moins que les Comédiens reçussent, à sa requête, la dernière tragédie du poète, et il fut convenu en effet qu’Agathocle serait représenté le 31 mai 1779 pour l’anniversaire de la mort de l’auteur. Agathocle fut affiché, comme Irène, avec Le Tuteur, de Dancourt, pour petite pièce.  Avant le lever du rideau, Brizard lut le discours qu’on trouvera ci-après. La distribution des rôles n’était pas la même que celle à laquelle Voltaire avait songé, ainsi qu’on le verra par la note qui est au-dessous de la liste des personnages. Agathocle n’eut que quatre représentations. Le jour de la première représentation de cette pièce, Brizard prononça un discours où l’on a reconnu la manière d’un philosophe illustre, qu’une amitié tendre et constante unissait à Voltaire, et qui a longtemps fait cause commune avec lui contre les ennemis de l’Humanité. La Grèce a cultivé à la fois tous les arts et toutes les sciences ; mais la première représentation de l’Œdipe à Colone ne fut point annoncée par un discours de Platon.

### Les dernières années
Brizard se retire à La Chapelle-Saint-Mesmin, en 1786 et décède à Paris en 1791. Brizard possédait également une maison sise rue de la Cerche à Orléans que ses héritiers mettront en vente l'année suivante.
Le tombeau de Brizard était au Musée des monuments français. L’épitaphe qu’on y lit est de Ducis. On y apprend que Brizard était également électeur de la ville d'Orléans et capitaine des grenadiers de la Garde Nationale.

## Discours
« La perte irréparable que le théâtre, les lettres, et la France, ont faite l’année dernière, et dont le triste anniversaire vous rassemble aujourd’hui, a été, depuis cette fatale époque, l’objet continuel de vos regrets. Vous avez du moins eu la consolation de voir ce que l’Europe a de plus grand et de plus auguste partager un sentiment si digne de vous; et les honneurs que vous venez rendre à cette ombre illustre vont encore satisfaire et soulager tout à la fois votre juste douleur. Pour donner à cette cérémonie funèbre tout l’éclat qu’elle mérite et que vous désirez, nous avions pensé d’abord à remettre sous vos yeux quelqu’une de ces tragédies immortelles dont M. de Voltaire a si longtemps enrichi la scène, et que vous venez si louvent y admirer; mais dans ce jour de deuil, où le premier besoin de vos cœurs est de déplorer la perte de ce grand homme, nous croyons ajouter à l’intérêt qu’elle vous inspire, en vous présentant la pièce qu’il vous destinait quand la mort est venue terminer sa glorieuse carrière.
Vous verrez sans doute, messieurs, avec attendrissement l’auteur de Zaïre et de Mérope, accablé d’années, de travaux, et de souffrances, recueillant tout ce qui lui restait de force et de courage pour s’occuper encore de vos plaisirs, au moment où vous alliez le perdre pour jamais ; vous connaîtrez tout le prix qu’il mettait à vos suffrages, par les efforts qu’il faisait au bord même du tombeau pour les mériter, efforts qui peut-être ont abrégé une vie si précieuse.
Un peuple dont le goût éclairé pour les beaux-arts revit en vous, le peuple d’Athènes, entouré des chefs-d’œuvre que lui laissaient en mourant les artistes célèbres, semblait, au moment de leurs obsèques, arrêter ses regards avec moins d’intérêt sur ces productions sublimes que sur les ouvrages auxquels ces hommes rares travaillaient encore lorsqu’ils avaient été enlevés à la patrie. Les yeux pénétrants de leurs concitoyens lisaient dans ces respectables restes toute la pensée du génie qui les avait conçus. Ils y voyaient encore attachée la main expirante qui n’avait pu les finir; et cette douloureuse image leur rendait plus cher l’illustre compatriote qu’ils ne possédaient plus, mais qui jusqu’à la fin de sa vie avait tout fait pour eux. Vous imiterez, messieurs, cette nation reconnaissante et sensible, en écoutant l’ouvrage auquel M. de Voltaire a consacré ses derniers instants ; vous apercevrez tout ce qu’il aurait fait pour le rendre plus digne de vous être offert; votre équité suppléera à ce que vos lumières pourraient y désirer ; vous croirez voir ce grand homme présent encore au milieu de vous, dans cette même salle qui fut soixante ans le théâtre de sa gloire, et où vous-mêmes l’avez couronné, par nos faibles mains, avec des transports sans exemple; enfin vous pardonnerez à notre zèle pour sa mémoire, ou plutôt vous le justifierez, en rendant à sa cendre les honneurs que vous avez tant de fois rendus à sa personne.
Quel ennemi des talents et des succès oserait, dans une circonstance si touchante, insulter à la reconnaissance de la nation, et en troubler les témoignages ? Ce sentiment vil et cruel ne peut être, messieurs, celui d’aucun Français, et serait d’ailleurs un nouveau tribut que l’envie payerait, sans le vouloir, aux mânes de celui que vous pleurez. »

— Discours prononcé le 31 mai 1779 par Jean-Baptiste Britard dit « Brizard  » avant la première représentation d’Agathocle de Voltaire.

## Théâtre

### Carrière à la Comédie-Française
- 1760 : Le Café ou l'Écossaise de Voltaire : Lord Monrose
- 1765 : Phèdre de Jean Racine : Thésée
- 1765 : Mérope de Voltaire : Narbas
- 1765 : Zaïre de Voltaire : Lusignan
- 1765 : Le Joueur de Jean-François Regnard : M. Galonnier
- 1765 : Mithridate de Jean Racine : Mithridate
- 1765 : Brutus de Voltaire : Brutus
- 1765 : Le Philosophe sans le savoir de Michel-Jean Sedaine : Vanderck père
- 1766 : Nanine de Voltaire : Philippe Hombert
- 1766 : Alzire de Voltaire : Alvarès
- 1766 : Horace de Pierre Corneille : Horace père
- 1766 : Sémiramis de Voltaire : Oroès
- 1766 : Mahomet de Voltaire : Zopire
- 1766 : Tancrède de Voltaire : Argire
- 1766 : Héraclius de Pierre Corneille : Phocas
- 1766 : Adélaïde du Guesclin de Voltaire : Coucy
- 1766 : Iphigénie de Jean Racine : Agamemnon
- 1766 : Britannicus de Jean Racine : Burrhus
- 1766 : L'Orphelin de la Chine de Voltaire : Zamti
- 1766 : L'Enfant prodigue de Voltaire : Euphemon père
- 1767 : Le Cid de Pierre Corneille : Don Diègue
- 1767 : Inès de Castro d'Antoine Houdar de La Motte : Alphonse
- 1767 : Mérope de Voltaire : Euriclès
- 1767 : La Métromanie d'Alexis Piron : Baliveau
- 1767 : Athalie de Jean Racine : Joad
- 1767 : Cosroès de Pierre-François Alexandre Lefèvre : Phalessar
- 1767 : Monsieur de Pourceaugnac de Molière : un avocat et un musicien
- 1768 : Amélise de Jean-François Ducis : Idamas
- 1768 : Les Valets maîtres de la maison de Marc-Antoine-Jacques Rochon de Chabannes : M. Brillantin
- 1768 : Laurette de Gérard Du Doyer de Gastels : Basile
- 1768 : Les Deux Frères d'Alexandre-Guillaume de Moissy : Oronte
- 1768 : Bajazet de Jean Racine : Acomat
- 1769 : L'Orphelin anglais de Charles-Henri de Longueil : Thomas Frick
- 1769 : Le Bourgeois gentilhomme de Molière : Le Muphti
- 1769 : Julie de Dominique-Vivant Denon : Lisimond
- 1769 : Le Mariage interrompu de Jean-François Cailhava de L'Estandoux : Forlix
- 1769 : Le Père de famille de Denis Diderot : M. d'Orbesson (le père de famille)
- 1769 : Hamlet de Jean-François Ducis d'après William Shakespeare : Claudius
- 1769 : Électre de Prosper Jolyot de Crébillon : Palamède
- 1770 : Les Deux Amis ou le Négociant de Lyon de Beaumarchais : Mélac père
- 1770 : Cinna de Pierre Corneille : Auguste
- 1770 : Florinde de Pierre-François Alexandre Lefèvre : le comte Julien
- 1770 : La Veuve de Charles Collé : Licandre
- 1770 : La Veuve du Malabar d'Antoine-Marin Lemierre : le grand bramine
- 1771 : Gaston et Bayard de Pierre Laurent Buirette de Belloy : le comte Avogare
- 1771 : La Mère jalouse de Nicolas Thomas Barthe : M. de Melcoeur
- 1771 : Le Fabricant de Londres de Charles-Georges Fenouillot de Falbaire de Quingey : Falkland
- 1771 : Le Fils naturel de Denis Diderot : Lisimond
- 1771 : Les Amants sans le savoir de Claire-Marie Mazarelli de Saint-Chamond : le comte d'Aurai
- 1772 : Les Chérusques de Jean-Grégoire Bauvin : Ségimar
- 1772 : L'Anglomane de Bernard-Joseph Saurin : Lisimon
- 1772 : Les Druides d'Antoine Le Blanc de Guillet : Cyndonax
- 1772 : Pierre le Cruel de Pierre-Laurent Buirette de Belloy : Du Guesclin
- 1772 : Roméo et Juliette de Jean-François Ducis d'après William Shakespeare : Montaigu
- 1772 : Sertorius de Pierre Corneille : Sertorius
- 1773 : L'Assemblée d'Augustin-Théodore Lebeau de Schosne, suivi de L'Apothéose de Molière (ballet)
- 1773 :  L'Amour à Tempé de Madame de Chaumont : Lamon
- 1773 : Régulus de Claude-Joseph Dorat : Régulus
- 1773 : Alcidonis de Lonvay de La Saussaye : Fronton
- 1773 : Sganarelle ou le Cocu imaginaire de Molière : Villebrequin
- 1774 : Adélaïde de Hongrie de Claude-Joseph Dorat : Ricomer
- 1774 : La Partie de chasse de Henri IV de Charles Collé : Henri IV
- 1774 : Le Vindicatif de Gérard Du Doyer de Gastels : Milord St Alban
- 1774 : Sophonisbe de Voltaire : Lélie
- 1775 : Albert Ier d'Antoine Le Blanc de Guillet : Un vieil officier
- 1775 : Le Célibataire de Claude-Joseph Dorat : Montbrison
- 1776 : L'École des mœurs de Charles-Georges Fenouillot de Falbaire : Duling
- 1776 : Lorédan de Jean-Gaspard Dubois-Fontanelle : Ottobon
- 1777 : L'Inconséquent ou les Soubrettes de Pierre Laujon : M. Josse
- 1777 : Mustapha et Zéangir de Chamfort : Soliman
- 1778 : Les Barmécides de Jean-François de La Harpe : Barmécide
- 1778 : Œdipe chez Admète de Jean-François Ducis : Œdipe
- 1779 : Agathocle de Voltaire
- 1779 : Pierre le Grand de Claude-Joseph Dorat : Pierre
- 1779 : Roséide ou l'Intrigant de Claude-Joseph Dorat
- 1780 : Clémentine et Desormes de Jacques-Marie Boutet de Monvel : M. de Franval
- 1780 : La Réduction de Paris de Desfontaines-Lavallée : Crillon
- 1781 : Jeanne Ire, reine de Naples de Jean-François de La Harpe : Montescale
- 1782 : Tibère et Sérénus de Nicolas Fallet : Sérénus[19]
- 1782 : Agis de Joseph-François Laignelot : Lysander
- 1782 : Henriette ou la Fille déserteur de Mademoiselle Raucourt : le général Keismer
- 1782 : L'Inauguration du Théâtre-Français de Barthélemy Imbert : le génie de Corneille
- 1782 : Zoraï de Jean-Étienne François de Marignié : Tango
- 1783 : Le Roi Lear de Jean-François Ducis d'après William Shakespeare : Lear
- 1783 : Les Brames de Jean-François de La Harpe : Obarès
- 1784 : L'Avare cru bienfaisant de Jean-Louis Brousse-Desfaucherets : Dorneuil, le notaire
- 1784 : Corneille aux Champs-Élysées de Honoré Jean Riouffe : Corneille
- 1784 : Macbeth de Jean-François Ducis d'après William Shakespeare : la voix de Duncan

## Sources
- Lemazurier, Pierre-David, Galerie historique des acteurs du théâtre français depuis 1600 jusqu'à nos jours, Paris, J. Chaumerot, 1810 (lire en ligne), p. 169 tome 1.
- Dictionnaire historique, critique et bibliographique, par une Société de Gens de Lettres, Paris, Mesnard et Desenne, Libraires, Rue Gît-le-Cœur, no 8, 1821.
- Cahiers Voltaire.
- Base documentaire La Grange sur le site de la Comédie-Française : pièces et rôles joués (sauf mention contraire)
- Michaud, Louis-Gabriel, Biographie universelle ancienne et moderne ou histoire par ordre alphabétique, de la vie privée et publique de tous les hommes qui se sont fait remarqués par leurs écrits, Paris, Delagrave, 1870-1875 (lire en ligne)